# مولي ميليغان
مولي ميليغان (بالإنجليزية: Mollie Milligan)‏ هي ممثلة أمريكية، ولدت في 23 أبريل 1976 في إل باسو في الولايات المتحدة.

## وصلات خارجية
- مولي ميليغان على موقع IMDb (الإنجليزية)
- مولي ميليغان على موقع قاعدة بيانات الفيلم (الإنجليزية)